# Благородный поезд артиллерии
«Благородный поезд артиллерии» (англ. Noble train of artillery), также известный как Экспедиция Нокса (англ. Knox Expedition) — экспедиция во главе с полковником Континентальной армии Генри Ноксом, целью которой была перевозка тяжелого вооружения, захваченного в форте Тикондерога, в лагеря Континентальной армии под Бостоном, штат Массачусетс, зимой 1775—1776 гг.
Нокс отправился в форт Тикондерога в ноябре 1775 года и перевёз 60 тонн пушек и другое вооружение в течение трех зимних месяцев на лодках, лошадях, волах и быках в упряжках и людях по непроходимым дорогам, через две полузамёрзшие реки и через леса и болота слабо населённого Беркшира до Бостона, покрывающие приблизительно 300 миль. Историк Виктор Брукс назвал подвиг Нокса «одним из самых грандиозных подвигов логистики» за всю американскую революцию. Маршрут, по которому он шёл, теперь известен как «тропа Генри Нокса», а штаты Нью-Йорк и Массачусетс установили памятники на этом пути.

## Предыстория
Американская война за независимость началась со сражений при Лексингтоне и Конкорде в апреле 1775 года. Бенедикт Арнольд был офицером коннектикутского ополчения и прибыл со своим подразделением для участия в осаде Бостона; он предложил Массачусетскому комитету по безопасности захватить форт Тикондерога на озере Шамплейн в провинции Нью-Йорк, который находился под контролем небольшого британского гарнизона. Одной из причин нападения на форт было наличие в форте тяжёлых орудий. 3 мая комитет присвоил Арнольду звание полковника массачусетского ополчения и одобрил операцию.
Идея захвата форта также пришла в голову Итану Аллену, командиру отряда «Green Mountain Boys»  на территории Нью-Гемпширских участков. Аллен и Арнольд объединили свои силы, и группа из 83 человек захватила форт без боя 10 мая. На следующий день отряд без боя захватил близлежащий форт Кроун-Пойнт. Арнольд начал инвентаризацию пригодного для использования военного снаряжения в двух фортах, но ему мешали нехватка ресурсов и конфликт из-за командования фортами, сначала с Алленом, а затем с компанией ополченцев из Коннектикута, отправленной в июне удерживать форт. В конце концов он отказался от идеи транспортировки оружия в Бостон и ушёл в отставку.

## Планирование экспедиции

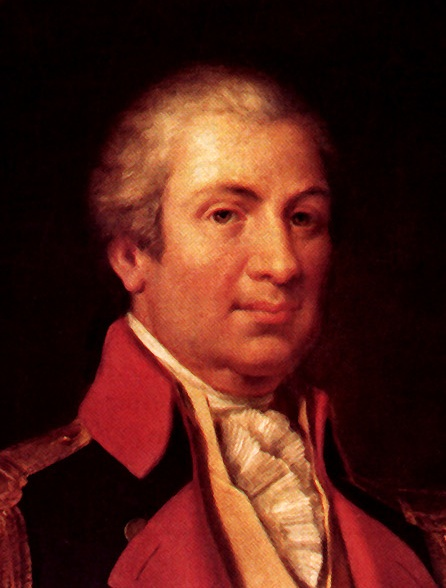
Генри Нокс в зрелом возрасте

В июле 1775 года Джордж Вашингтон принял командование силами за пределами Бостона, и одной из важных проблем, которые он выявил в зарождающейся Континентальной армии, было отсутствие тяжёлого вооружения, что делало наступательные операции практически невозможными. Неизвестно, кто предложил доставить пушки форта Тикондерога, но историки склонны полагать, что идею Вашингтону дали Генри Нокс или Бенедикт Арнольд; независимо от того, Вашингтон выбрал Нокса для выполнения этой задачи.
Нокс был 25-летним продавцом книг, интересовался военными вопросами, служил в милиции штата Массачусетс и подружился с Вашингтоном по прибытии в Бостон. Когда Вашингтон поручил ему это задание, он написал, что «овладеть ими получится без трудностей и расходов». 16 ноября Вашингтон приказал Ноксу забрать пушки, выделил 1000 фунтов стерлингов для этой цели и написал генералу Филипу Скайлеру с просьбой помочь Ноксу в его усилиях. Призыв Вашингтона к оружию был поддержан Вторым Континентальным Конгрессом, и они присвоили Ноксу в ноябре звание полковника, однако он узнал об этом, лишь когда вернулся из экспедиции.
Нокс покинул лагерь Вашингтона 17 ноября и отправился в Нью-Йорк за припасами, достигнув форта Тикондерога 5 декабря. Он жил в одной хижине с молодым британским заключённым по имени Джон Андре, в форте Джордж в южной части озера Джордж. Андре был взят в плен во время осады форта Сен-Жан и направлялся на юг в тюремный лагерь. Они были одного возраста и темперамент их был схожим, поэтому они нашли общий язык. Однако в следующий раз, когда они встретились, Нокс председательствовал на военном трибунале, который осудил и приговорил Андре к смертной казни за его роль в измене Бенедикта Арнольда.

## Источники

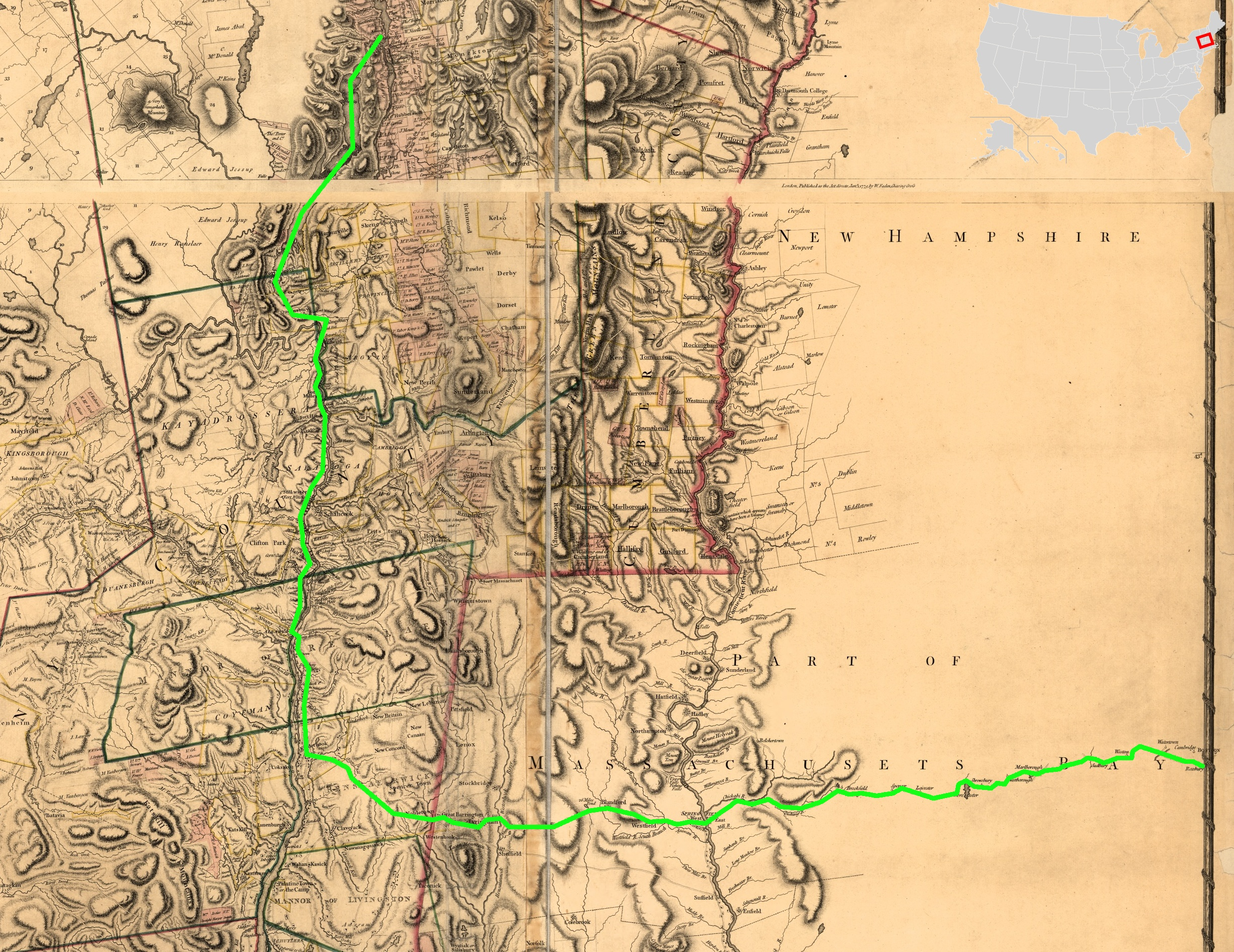
Маршрут экспедиции, наложенный на карту 1779 года

## Олбани
По прибытии в форт Тикондерога Нокс незамедлительно приступил к поиску снаряжения для перевозки и организации его доставки. Он отобрал 59 единиц техники, включая пушки размером от 4 до 24 фунтов, мортиры и гаубицы. По его оценкам, общий вес перевозимого груза составлял 119 000 фунтов (около 60 тонн или 54 метрических тонны). Самыми крупными из них были 24-фунтовые пушки длиной 3,4 м и весом более 5000 фунтов (2300 кг).
Снаряжение было сначала доставлено по суше из форта в северный конец озера Лейк-Джордж, где большая часть поезда была загружена на корабль, который в Новой Англии назывался «Gundalow». Утром 6 декабря был пройден город Харпурвиль, и днём корабль отплыл к южному концу озера, а Нокс плыл впереди на маленькой лодке. Лёд уже начинал покрывать озеро, но корабль достиг берегов Саббат Дэй-Пойнт (англ. Sabbath Day Point), по пути напоровшись на подводный камень. На следующий день поход продолжился, Нокс двигался впереди. Он уже добрался до форта Джордж. Всё было сделано вовремя, но корабль не появился, как ожидалось. Навстречу ему была направлена лодка, обнаружившая, что Gundalow снова затонул недалеко от Саббат Дэй-Пойнт. Сначала это казалось серьёзной неудачей, но брат Нокса Уильям, капитан корабля, сообщил, что его планширь был выше уровня воды, и его можно выручить. После непродолжительной буксировки судно было вызволено, и спустя два дня прибыло в южный конец озера Джордж.

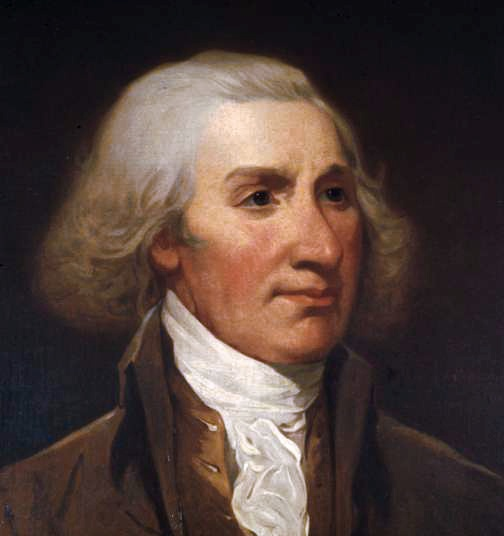
Генерал Филипп Скайлер

17 декабря 1775 года Нокс написал в Вашингтон, что он выстроил «42 единицы крепких саней и запряг 80 пар волов, чтобы тащить их до Спрингфилда» и надеется, что будет «через 16 или 17 дней иметь возможность представить вашему превосходительству „благородный артиллерийский поезд“». Затем он отправился в Олбани впереди «поезда», пересёк замёрзшую реку Гудзон у Гленс-Фолс, проследовал через Саратогу и на Рождество достиг Ленсингбурга, штат Нью-Йорк. В тот день выпало два фута (0,6 м) снега, что замедлило его продвижение, так как заснеженный маршрут нужно было расчищать. Он наконец достиг Олбани на следующий день, но его продвижение снова замедлилось из-за больших сугробов. Там он встретился с генералом Филипом Скайлером. Они работали в течение следующих нескольких дней, чтобы найти и отправить снаряжение и персонал с севера для помощи в передвижении «поезда» на юг от озера Джордж. Снега было достаточно, чтобы сани могли двигаться по земле, но лёд на реке был все ещё слишком тонкий для его перевозки через Гудзон. Нокс и его люди пытались ускорить схватывание льда, выливая воду поверх существующего льда. Первая из пушек прибыла в Олбани к 4 января, но некоторые пушки по пути провалились под лёд. Однако все они были спасены. 9 января последняя из пушек пересекла Гудзон, и Нокс поехал вперёд, чтобы наблюдать за следующей стадией путешествия.

## Пересечение Беркшира

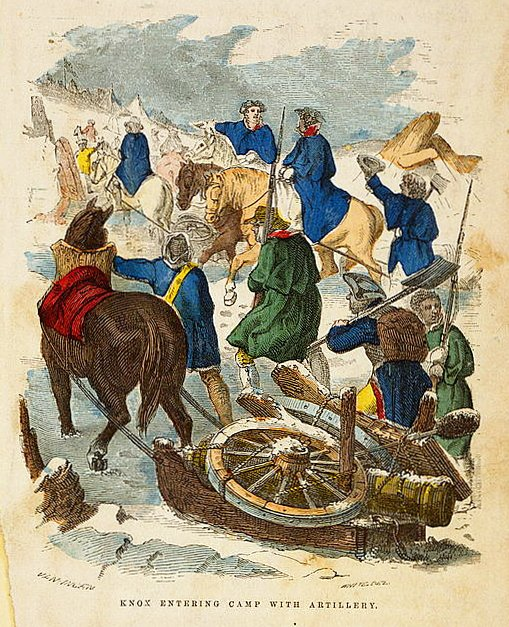
Рисунок XIX века, изображающий прибытие «поезда»

Записи об оставшейся части путешествия состоят из отрывков, поскольку дневник Нокса заканчивается 12 января. Он достиг окрестностей города Клаверак, штат Нью-Йорк, 9 января 1776 года и проследовал через Беркшир-Хилс, достигнув Бландфорда, штат Массачусетс, двумя днями позже. В Бландфорде ведущая бригада отказалась продолжать движение из-за недостатка снега и предстоящего крутого спуска в долину реки Коннектикут, но Нокс запряг дополнительных волов и убедил команду идти дальше. Когда «поезд» двинулся на восток, новости о нем распространились, и люди вышли посмотреть, как он проходит. В Уэстфилде, штат Массачусетс, Нокс зарядил одну из пушек порохом и сделал холостой выстрел под аплодисменты собравшейся толпы.
В Спрингфилде Ноксу пришлось нанять новые рабочие бригады, поскольку его нью-йоркские бригады хотели вернуться домой. Джон Адамс сообщил, что видел, как артиллерийский «поезд» проходил через Фрамингем, штат Массачусетс, 25 января, а Нокс прибыл в Кембридж через два дня и лично сообщил Вашингтону о прибытии. Согласно отчетам Нокса, он потратил 521 фунт на операцию, которая, как он надеялся, займёт две недели, но на самом деле заняла десять недель.

## Прибытие
Вашингтон хотел закончить осаду и разработал план, как заставить британцев вывести хотя бы часть войск из Бостона, как только начнут прибывать орудия, начав в этот момент атаку на город через реку Чарльз. Он поместил пушки из форта Тикондерога в Личмирс-Пойнт и Коббл-Хилл в Кембридже, а также на Плотину Лэма в Роксбери. Эти батареи открыли огонь по Бостону в ночь на 2 марта 1776 года, пока шло укрепление высот Дорчестера, с которых пушки могли угрожать и городу, и британскому флоту в гавани. Войска Континентальной армии заняли эту возвышенность в ночь на 4 марта.
Британский генерал Уильям Хау сначала планировал ответить на этот шаг, напав на позицию американцев, но ему помешала метель. После дальнейшего рассмотрения он решил вместо этого уйти из города. 17 марта британские войска и лоялисты из числа колонистов поднялись на борт судов и отплыли в Галифакс (Новая Шотландия).
Генри Нокс стал главным артиллерийским офицером Континентальной армии, а затем занял пост первого военного министра Соединённых Штатов.

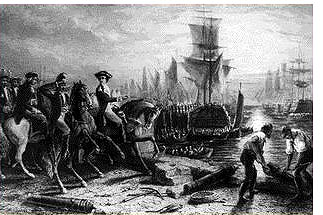
Гравюра с изображением эвакуации британских войск из Бостона

## Память
Штаты Нью-Йорк и Массачусетс установили знаки вдоль маршрута, которым прошёл Нокс. В 1972 году знаки в Нью-Йорке были перенесены, когда появилась новая информация о движении «поезда» между Олбани и границей штата. Большинство указателей в Массачусетсе расположены вдоль маршрута, по которому должен был идти поезд, учитывая скудную информацию по документам и то, что было известно о дорогах в Массачусетсе в то время.
Форт-Нокс был назван в честь Генри Нокса и является армейским постом в Кентукки, который известен тем, что здесь находится Хранилище золотого запаса США.

## Типы и количество пушек
Общее количество и типы:
Кегорновы мортиры (латунь)
- 5 7/10: 2
- 4 ½: 4

Мортиры (латунь)
- 4 ½: 1

Мортиры (железо)
- 6 ½: 1
- 10: 1
- 10 ¼: 1
- 13: 3

Пушки (латунь)
- 3 фунта: 8
- 6 фунтов: 3
- 18 фунтов: 1
- 24 фунта: 1

Пушки (железо)
- 6 фунтов: 6
- 9 фунтов: 4
- 12 фунтов: 10
- 18 фунтов: 11

Гаубицы (железные)
- 8: 1
- 8 ½: 1

### Статьи
- Alexander C. Flick. GENERAL HENRY KNOX'S TICONDEROGA EXPEDITION (англ.) // The Quarterly Journal of the New York State Historical Association. — Cornell University Press, 1928. — Vol. 9, iss. 2. — P. 119-135.